# FA Premier League de 2000–01
A Primeira divisão do Campeonato Inglês de Futebol da temporada 2000–2001 foi a 99ª edição da principal divisão do futebol inglês (9ª como Premier League). Foi disputada com o mesmo regulamento dos anos anteriores, quando foi implementado o sistema de pontos corridos.

## Regulamento
A Premier League é disputada por 20 clubes em dois turnos. Em cada turno, todos os times jogaram entre si uma única vez. Os jogos do segundo turno serão realizados na mesma ordem do primeiro, apenas com o mando de campo invertido. Não há campeões por turnos, sendo declarado campeão da Inglaterra o time que obtiver o maior número de pontos após as 38 rodadas.

### Critérios de desempate
Caso haja empate de pontos entre dois clubes, os critérios de desempates serão aplicados na seguinte ordem:
1. Saldo de gols
2. Gols marcados
3. Confronto direto

## Classificação final
| Pos | Equipes           | Pts | J  | V  | E  | D  | GM | GS | SG  | Classificação ou rebaixamento                         |
| --- | ----------------- | --- | -- | -- | -- | -- | -- | -- | --- | ----------------------------------------------------- |
| 1   | Manchester United | 80  | 38 | 24 | 8  | 6  | 79 | 31 | +48 | Fase de Grupo da Liga dos Campeões da UEFA de 2001–02 |
| 2   | Arsenal           | 70  | 38 | 20 | 10 | 8  | 63 | 38 | +25 | Fase de Grupo da Liga dos Campeões da UEFA de 2001–02 |
| 3   | Liverpool         | 69  | 38 | 20 | 9  | 9  | 71 | 39 | +32 | Play-offs da Liga dos Campeões da UEFA de 2001–02     |
| 4   | Leeds United      | 68  | 38 | 20 | 8  | 10 | 64 | 43 | +21 | Fase de Grupos da Copa da UEFA de 2001–02             |
| 5   | Ipswich Town      | 66  | 38 | 20 | 6  | 12 | 57 | 42 | +15 | Fase de Grupos da Copa da UEFA de 2001–02             |
| 6   | Chelsea           | 61  | 38 | 17 | 10 | 11 | 68 | 45 | +23 | Fase de Grupos da Copa da UEFA de 2001–02             |
| 7   | Sunderland        | 57  | 38 | 15 | 12 | 11 | 46 | 41 | +5  |                                                       |
| 8   | Aston Villa       | 54  | 38 | 13 | 15 | 10 | 46 | 43 | +10 | Play-offs da Copa da UEFA de 2001–02                  |
| 9   | Charlton Athletic | 52  | 38 | 14 | 10 | 14 | 50 | 57 | -7  |                                                       |
| 10  | Southampton       | 52  | 38 | 14 | 10 | 14 | 40 | 48 | -8  |                                                       |
| 11  | Newcastle         | 51  | 38 | 14 | 9  | 15 | 44 | 50 | -6  | Play-offs da Copa da UEFA de 2001–02                  |
| 12  | Tottenham         | 49  | 38 | 13 | 10 | 15 | 47 | 54 | -7  |                                                       |
| 13  | Leicester City    | 48  | 38 | 14 | 6  | 18 | 39 | 51 | -12 |                                                       |
| 14  | Middlesbrough     | 42  | 38 | 9  | 15 | 14 | 44 | 44 | 0   |                                                       |
| 15  | West Ham          | 42  | 38 | 10 | 12 | 16 | 45 | 50 | -5  |                                                       |
| 16  | Everton           | 42  | 38 | 11 | 9  | 18 | 45 | 59 | -14 |                                                       |
| 17  | Derby County      | 42  | 38 | 10 | 12 | 16 | 37 | 59 | -22 |                                                       |
| 18  | Manchester City   | 34  | 38 | 8  | 10 | 20 | 41 | 65 | -24 | Zona de rebaixamento à Football League Championship   |
| 19  | Coventry City     | 34  | 38 | 8  | 10 | 20 | 36 | 63 | -27 | Zona de rebaixamento à Football League Championship   |
| 20  | Bradford City     | 26  | 38 | 5  | 11 | 22 | 30 | 70 | -40 | Zona de rebaixamento à Football League Championship   |

## Confrontos
|                   | ARS | AVI | BRA | CHA | CHE | COV | DER | EVE | IPS | LEE | LEI | LIV | MCI | MUN | MID | NEW | SOT | SUN | TOT | WHA |
| ----------------- | --- | --- | --- | --- | --- | --- | --- | --- | --- | --- | --- | --- | --- | --- | --- | --- | --- | --- | --- | --- |
| Arsenal           | —   | 1–0 | 2–0 | 5–3 | 1–1 | 2–1 | 0–0 | 4–1 | 1–0 | 2–1 | 6–1 | 2–0 | 5–0 | 1–0 | 0–3 | 5–0 | 1–0 | 2–2 | 2–0 | 3–0 |
| Aston Villa       | 0–0 | —   | 2–0 | 2–1 | 1–1 | 3–2 | 4–1 | 2–1 | 2–1 | 1–2 | 2–1 | 0–3 | 2–2 | 0–1 | 1–1 | 1–1 | 0–0 | 0–0 | 2–0 | 2–2 |
| Bradford City     | 1–1 | 0–3 | —   | 2–0 | 2–0 | 2–1 | 2–0 | 0–1 | 0–2 | 1–1 | 0–0 | 0–2 | 2–2 | 0–3 | 1–1 | 2–2 | 0–1 | 1–4 | 3–3 | 1–2 |
| Charlton Athletic | 1–0 | 3–3 | 2–0 | —   | 0–1 | 2–2 | 2–1 | 1–0 | 2–1 | 1–2 | 2–0 | 0–4 | 4–0 | 3–3 | 1–0 | 2–0 | 1–1 | 0–1 | 1–0 | 1–1 |
| Chelsea           | 2–2 | 1–0 | 3–0 | 0–1 | —   | 6–1 | 4–1 | 2–1 | 4–1 | 1–1 | 0–2 | 3–0 | 2–1 | 1–1 | 2–1 | 3–1 | 1–0 | 2–4 | 3–0 | 4–2 |
| Coventry City     | 0–1 | 1–1 | 0–0 | 2–2 | 0–0 | —   | 2–0 | 1–3 | 0–1 | 0–0 | 1–0 | 0–2 | 1–1 | 1–2 | 1–3 | 0–2 | 1–1 | 1–0 | 2–1 | 0–3 |
| Derby County      | 1–2 | 1–0 | 2–0 | 2–2 | 0–4 | 1–0 | —   | 1–0 | 1–1 | 1–1 | 2–0 | 0–4 | 1–1 | 0–3 | 3–3 | 2–0 | 2–2 | 1–0 | 2–1 | 0–0 |
| Everton           | 2–0 | 0–1 | 2–1 | 3–0 | 2–1 | 1–2 | 2–2 | —   | 0–3 | 2–2 | 2–1 | 2–3 | 3–1 | 1–3 | 2–2 | 1–1 | 1–1 | 2–2 | 0–0 | 1–1 |
| Ipswich Town      | 1–1 | 1–2 | 3–1 | 2–0 | 2–2 | 2–0 | 0–1 | 2–0 | —   | 1–2 | 2–0 | 1–1 | 2–1 | 1–1 | 2–1 | 1–0 | 3–1 | 1–0 | 3–0 | 1–1 |
| Leeds United      | 1–0 | 1–2 | 6–1 | 3–1 | 2–0 | 1–0 | 0–0 | 2–0 | 2–0 | —   | 3–1 | 4–3 | 1–2 | 1–1 | 1–1 |     | 2–0 | 2–0 | 4–3 | 0–1 |
| Leicester City    | 0–0 | 0–0 | 1–2 | 3–1 | 2–1 | 1–3 | 2–1 | 1–1 | 2–1 | 3–1 | —   | 2–0 | 1–2 | 0–3 | 0–3 | 1–1 | 1–0 | 2–0 | 4–2 | 2–1 |
| Liverpool         | 4–0 | 3–1 | 1–0 | 3–0 | 2–2 | 4–1 | 1–1 | 3–1 | 0–1 | 1–2 | 1–0 | —   | 3–2 | 2–0 | 0–0 | 3–0 | 2–1 | 1–1 | 3–1 | 3–0 |
| Manchester City   | 0–4 | 1–3 | 2–0 | 1–4 | 1–2 | 1–2 | 0–0 | 5–0 | 2–3 | 0–4 | 0–1 | 1–1 | —   | 0–1 | 1–1 | 0–1 | 0–1 | 4–2 | 0–1 | 1–0 |
| Manchester United | 6–1 | 2–0 | 6–0 | 2–1 | 3–3 | 4–2 | 0–1 | 1–0 | 2–0 | 3–0 | 2–0 | 0–1 | 1–1 | —   | 2–1 | 2–0 | 5–0 | 3–0 | 2–0 | 3–1 |
| Middlesbrough     | 0–1 | 1–1 | 2–2 | 0–0 | 1–0 | 1–1 | 4–0 | 1–2 | 1–2 | 1–2 | 0–3 | 1–0 | 1–1 | 0–2 | —   | 1–3 | 0–1 | 0–0 | 1–1 | 2–1 |
| Newcastle United  | 0–0 | 3–0 | 2–1 | 0–1 | 0–0 | 3–1 | 3–2 | 0–1 | 2–1 | 2–1 | 1–0 | 2–1 | 0–1 | 1–1 | 1–2 | —   | 1–1 | 1–2 | 2–0 | 2–1 |
| Southampton       | 3–2 | 2–0 | 2–0 | 0–0 | 3–2 | 1–2 | 1–0 | 1–0 | 0–3 | 1–0 | 1–0 | 3–3 | 0–2 | 2–1 | 1–3 | 2–0 | —   | 0–1 | 2–0 | 2–3 |
| Sunderland        | 1–0 | 1–1 | 0–0 | 3–2 | 1–0 | 1–0 | 2–1 | 2–0 | 4–1 | 0–2 | 0–0 | 1–1 | 1–0 | 0–1 | 1–0 | 1–1 | 2–2 | —   | 2–3 | 1–1 |
| Tottenham Hotspur | 1–1 | 0–0 | 2–1 | 0–0 | 0–3 | 3–0 | 3–1 | 3–2 | 3–1 | 1–2 | 3–0 | 2–1 | 0–0 | 3–1 | 0–0 | 4–2 | 0–0 | 2–1 | —   | 1–0 |
| West Ham United   | 1–2 | 1–1 | 1–1 | 5–0 | 0–2 | 1–1 | 3–1 | 0–2 | 0–1 | 0–2 | 0–1 | 1–1 | 4–1 | 2–2 | 1–0 | 1–0 | 3–0 | 0–2 | 0–0 | —   |

| Vitória do mandante; Vitória do visitante; Empate. | Em negrito os jogos "clássicos". |

## Premiação
| Campeão Inglês 2000–01         |
| ------------------------------ |
| MANCHESTER UNITED (14º título) |

## Artilharia
| Gols | Jogador                 | Time              |
| ---- | ----------------------- | ----------------- |
| 23   | Jimmy Floyd Hasselbaink | Chelsea           |
| 19   | Marcus Stewart          | Ipswich Town      |
| 17   | Thierry Henry           | Arsenal           |
| 17   | Mark Viduka             | Leeds United      |
| 16   | Michael Owen            | Liverpool         |
| 15   | Teddy Sheringham        | Manchester United |
| 14   | Emile Heskey            | Liverpool         |
| 14   | Kevin Phillips          | Sunderland        |
| 12   | Alen Bokšić             | Middlesbrough     |